# Список кантри-альбомов № 1 в США в 2015 году (Billboard)

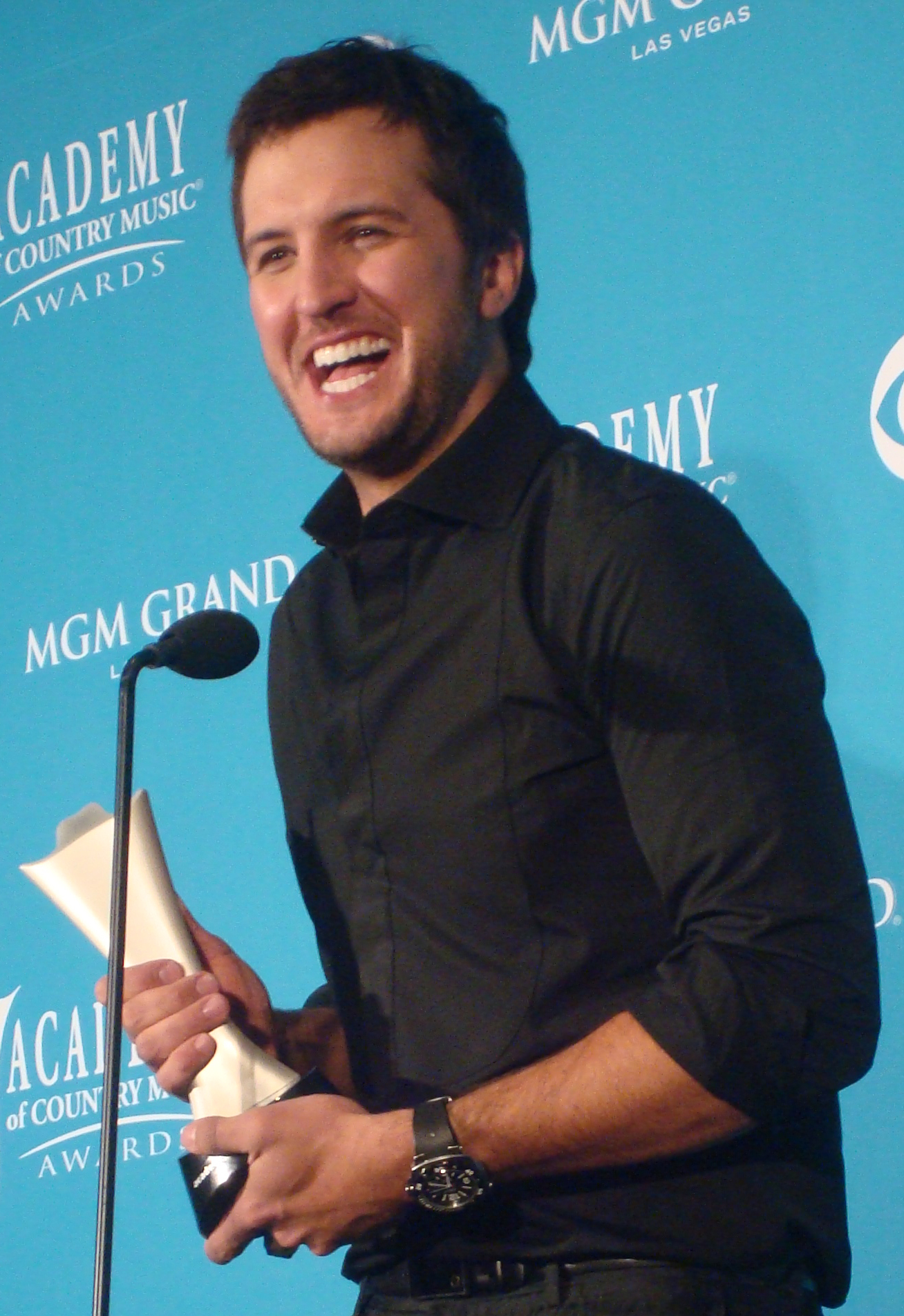
Люк Брайан дважды возглавлял чарт в 2015 году.

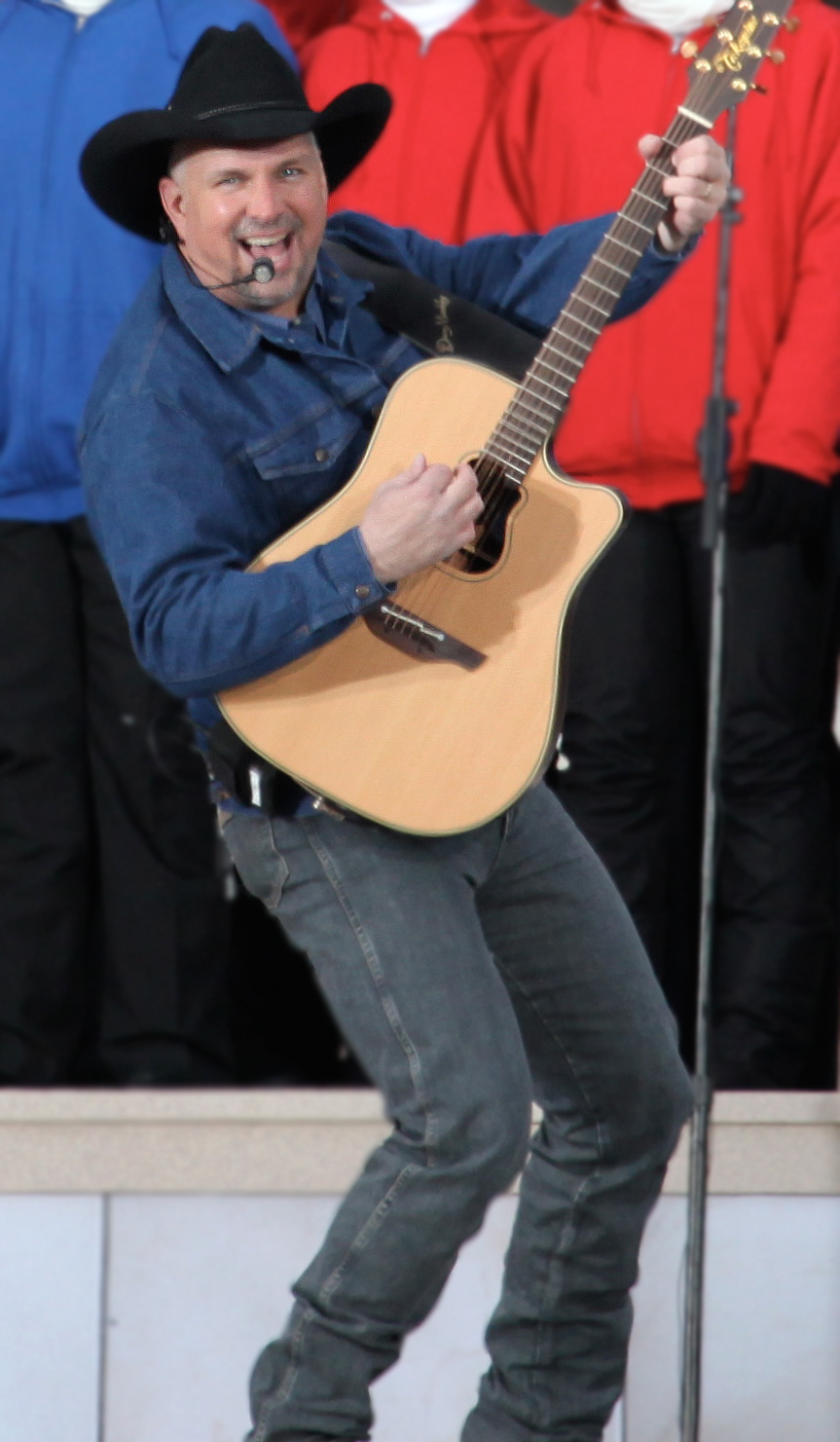
Кантри-певец Гарт Брукс со своим альбомом Man Against Machine стал первым лидером года.

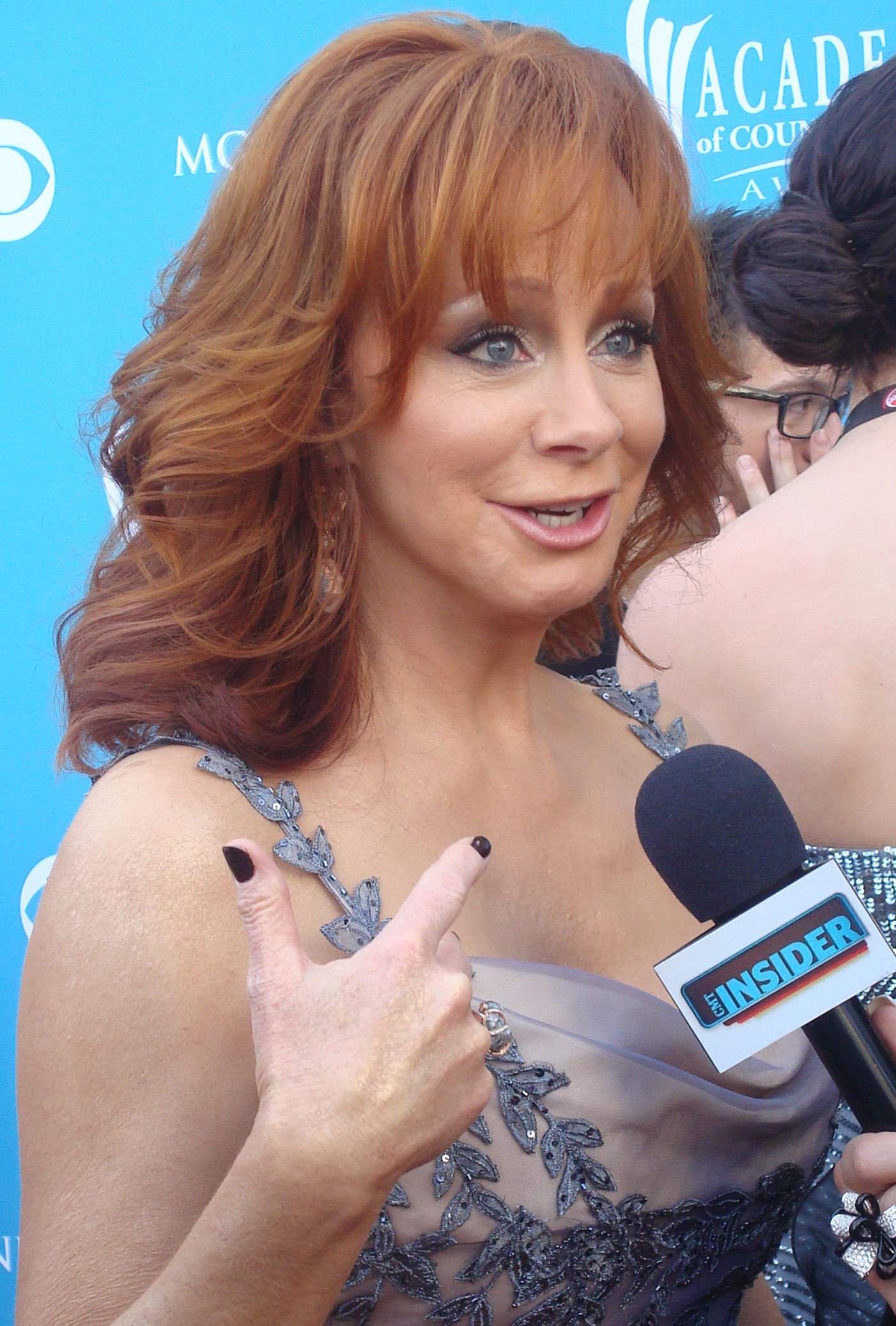
Риба МакИнтайр в 12-й раз возглавила кантри-чарт, женский рекорд.

Список кантри-альбомов № 1 в США в 2015 году (Top Country Albums 2015) — это список кантри-альбомов, которые занимали первые места в США в 2015 году по итогам еженедельных хит-парадов журнала Billboard.

## История
- Первым лидером 2015 года стал альбом — предпоследний чарттоппер 2014 года, когда он уже был во главе списка 4 недели. Альбом Man Against Machine (9-й студийный альбом) американского исполнителя кантри-музыки Гарта Брукса в декабре 2014 стал его 14-м диском № 1 в кантри-чарте Top Country Albums, а в январе-феврале 2015 года продлил своё лидерство до 7 недель[2][3][4].
- В апреле 2015 года альбом Love Somebody певицы Рибы МакИнтайр стал её 12-м диском № 1 в кантри-чарте. Таким образом Риба МакИнтайр увеличила свой мировой рекорд по наибольшему числу кантри-альбомом № 1 в Top Country Albums для женщин до 12 чарттопперов. У певицы Loretta Lynn идущей на втором месте всего 10 кантри-чарттопперов. С учётом всех исполнителей Реба идёт на восьмом месте после George Strait (25 кантри-альбомом № 1), Merle Haggard (15), Tim McGraw (15), Garth Brooks (14), Kenny Chesney (13), Alan Jackson (13), Willie Nelson (13). У певцов Buck Owens и Charley Pride по 12 чарттопперов. Риба МакИнтайр и Джордж Стрейт единственные исполнители кантри, имеющие альбомы № 1 во все последние четыре десятилетия (1980-е, '90-е, 2000-е и '10-е)[5].
- В июне 2015 года альбом Django & Jimmie дуэта ветеранов кантри-музыки Вилли Нельсона (которому за два месяца до этого исполнилось 82 года) и Мерла Хаггарда (78 лет) стал 5-м их совместный проектом и возглавил кантри хит-парад Top Country Albums (в 16-й раз для Вилли и в 14-й для Мерла). Впервые они объединились для записи альбома Pancho & Lefty (1983), затем последовали Walking the Line (с участием George Jones, 1987), Seashores of Old Mexico (1987) и Last of the Breed (вместе с Ray Price, 2007)[6][7].
- 15 августа чарт возглавил альбом Angels and Alcohol, который стал для кантри-певца Alan Jackson его 14-м диском, возглавившим кантри-чарт[8][9].
- 29 августа чарт возглавил альбом Kill the Lights, который стал для кантри-певца Люка Брайана его 4-м диском, возглавившим кантри-чарт, после альбомов Crash My Party (2014), Spring Break…Here to Party (2013) и Tailgates & Tanlines, лидировавшего в 2011 году[10].
- 24 октября новый 29-й студийный альбом Cold Beer Conversation кантри-певца Джорджа Стрейта стал его 26-м чарттоппером в хит-параде Top Country Albums (рекорд чарта за все годы его полувекового существования)[11].
- 21 ноября хит-парад возглавил студийный альбом Traveller кантри-певца Криса Степлтона[12]. Впервые это альбом дебютировал на позиции № 2 ещё полгода назад (23 мая 2015 с тиражом 27,000 копий), а 21 ноября он резко поднялся с 25 на первое место после триумфального выступления 4 ноября на церемонии Country Music Association Awards, с тиражом 153,000 копий. Одновременно, он вернулся в Billboard 200 на № 1 (177,000 эквивалентных альбомных единиц). После двух недель лидерства, он позднее снова вернулся на вершину чарта[13].

## Список
| Дата        | Альбом                                  | Исполнитель                   | Примечание    |
| ----------- | --------------------------------------- | ----------------------------- | ------------- |
| 3 января    | Man Against Machine                     | Гарт Брукс                    | [ 2 ]         |
| 10 января   | Man Against Machine                     | Гарт Брукс                    | [ 3 ]         |
| 17 января   | Old Boots, New Dirt                     | Джейсон Алдин                 | [ 14 ]        |
| 24 января   | Man Against Machine                     | Гарт Брукс                    | [ 4 ] [ 15 ]  |
| 31 января   | Montevallo                              | Сэм Хант                      | [ 16 ] [ 17 ] |
| 7 февраля   | Montevallo                              | Сэм Хант                      | [ 18 ] [ 19 ] |
| 14 февраля  | Montevallo                              | Сэм Хант                      | [ 20 ]        |
| 21 февраля  | Montevallo                              | Сэм Хант                      | [ 21 ]        |
| 28 февраля  | Holding All the Roses                   | Blackberry Smoke              | [ 22 ]        |
| 7 марта     | The Underdog                            | Aaron Watson                  | [ 23 ]        |
| 14 марта    | Montevallo                              | Sam Hunt                      | [ 24 ]        |
| 21 марта    | Montevallo                              | Sam Hunt                      | [ 25 ]        |
| 28 марта    | Spring Break... Checkin' Out            | Люк Брайан                    | [ 26 ]        |
| 4 апреля    | Spring Break... Checkin' Out            | Люк Брайан                    | [ 27 ]        |
| 11 апреля   | Spring Break... Checkin' Out            | Люк Брайан                    | [ 28 ]        |
| 18 апреля   | Southern Style                          | Darius Rucker                 | [ 29 ]        |
| 25 апреля   | Southern Style                          | Darius Rucker                 | [ 30 ]        |
| 2 мая       | Love Somebody                           | Риба Макинтайр                | [ 31 ]        |
| 9 мая       | Love Somebody                           | Риба Макинтайр                | [ 32 ]        |
| 16 мая      | Jekyll + Hyde                           | Zac Brown Band                | [ 33 ]        |
| 23 мая      | Jekyll + Hyde                           | Zac Brown Band                | [ 34 ]        |
| 30 мая      | Jekyll + Hyde                           | Zac Brown Band                | [ 35 ]        |
| 6 июня      | Just as I Am                            | Brantley Gilbert              | [ 36 ]        |
| 13 июня     | Jekyll + Hyde                           | Zac Brown Band                | [ 37 ]        |
| 20 июня     | Django & Jimmie                         | Willie Nelson и Merle Haggard | [ 38 ]        |
| 27 июня     | NOW That’s What I Call Country Volume 8 | Various Artists               | [ 39 ]        |
| 4 июля      | Jekyll + Hyde                           | Zac Brown Band                | [ 40 ]        |
| 11 июля     | Pageant Material                        | Kacey Musgraves               | [ 41 ]        |
| 18 июля     | About to Get Real                       | Easton Corbin                 | [ 42 ]        |
| 25 июля     | About to Get Real                       | Easton Corbin                 | [ 43 ]        |
| 1 августа   | Montevallo                              | Sam Hunt                      | [ 44 ]        |
| 8 августа   | Something More Than Free                | Jason Isbell                  | [ 45 ]        |
| 15 августа  | Angels and Alcohol                      | Alan Jackson                  | [ 9 ]         |
| 22 августа  | Montevallo                              | Sam Hunt                      | [ 46 ]        |
| 29 августа  | Kill The Lights                         | Люк Брайан                    | [ 47 ]        |
| 5 сентября  | Kill The Lights                         | Люк Брайан                    | [ 48 ]        |
| 12 сентября | Kill The Lights                         | Люк Брайан                    | [ 49 ]        |
| 19 сентября | Kill The Lights                         | Люк Брайан                    | [ 50 ]        |
| 26 сентября | Kill The Lights                         | Люк Брайан                    | [ 51 ]        |
| 3 октября   | Illinois                                | Бретт Элдридж                 | [ 52 ]        |
| 10 октября  | Kill The Lights                         | Люк Брайан                    | [ 53 ]        |
| 17 октября  | Cass County                             | Дон Хенли                     | [ 54 ]        |
| 24 октября  | Cold Beer Conversation                  | George Strait                 | [ 11 ]        |
| 31 октября  | Kill the Lights                         | Люк Брайан                    | [ 55 ]        |
| 7 ноября    | Kill the Lights                         | Люк Брайан                    | [ 56 ]        |
| 14 ноября   | Storyteller                             | Carrie Underwood              | [ 57 ]        |
| 21 ноября   | Traveller                               | Крис Стэплтон                 | [ 12 ] [ 58 ] |
| 28 ноября   | Traveller                               | Крис Стэплтон                 | [ 59 ] [ 60 ] |
| 5 декабря   | I’m Comin’ Over                         | Крис Янг                      | [ 61 ] [ 62 ] |
| 12 декабря  | Traveller                               | Крис Стэплтон                 | [ 63 ] [ 64 ] |
| 19 декабря  | Storyteller                             | Кэрри Андервуд                | [ 65 ]        |
| 26 декабря  | Traveller                               | Крис Стэплтон                 | [ 66 ]        |